# Camponotus vicinus
Camponotus vicinus är en myrart som beskrevs av Mayr 1870. Camponotus vicinus ingår i släktet hästmyror, och familjen myror. Inga underarter finns listade.

## Bildgalleri

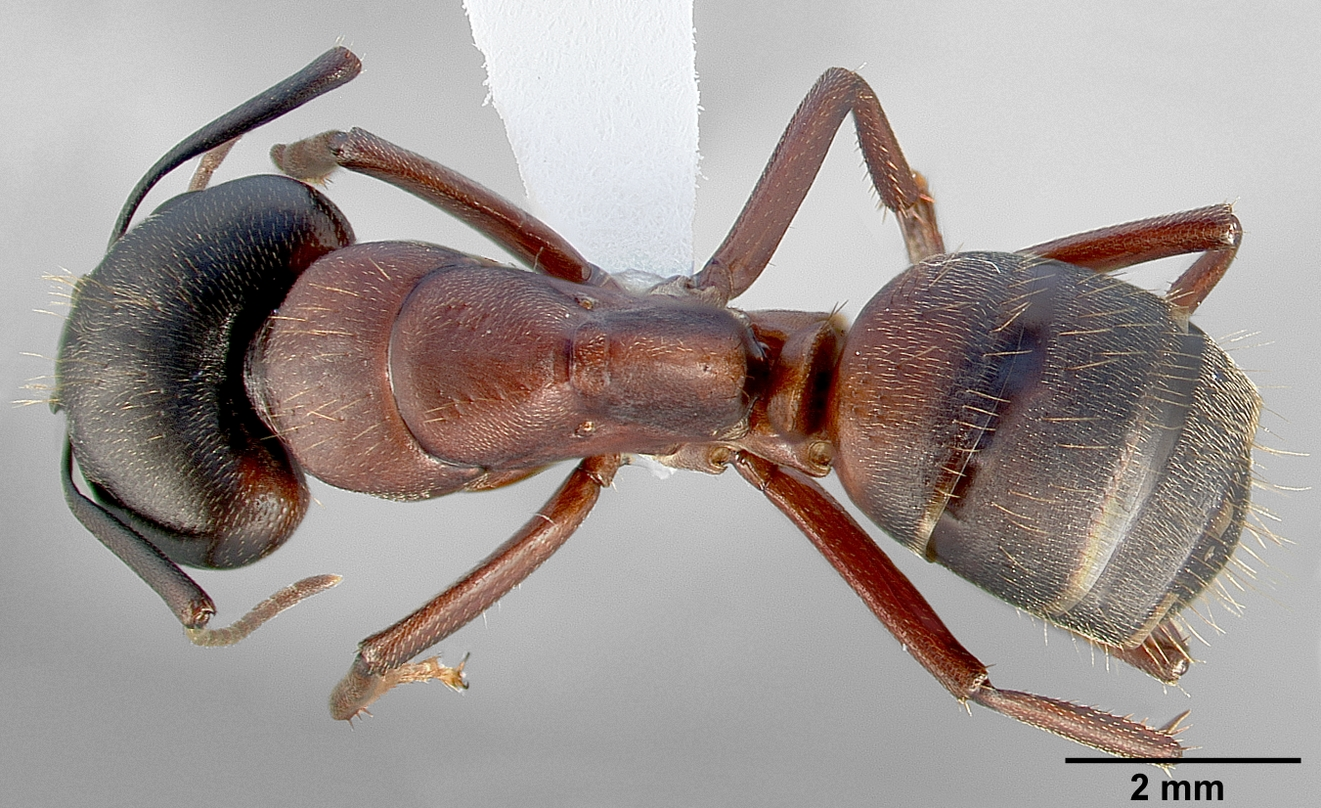
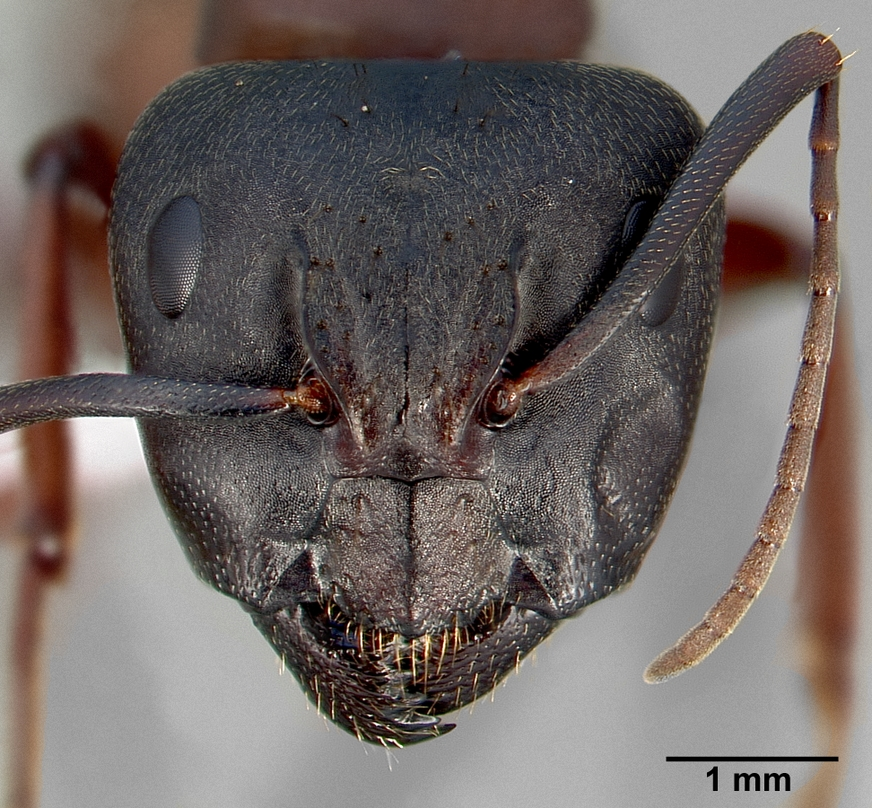
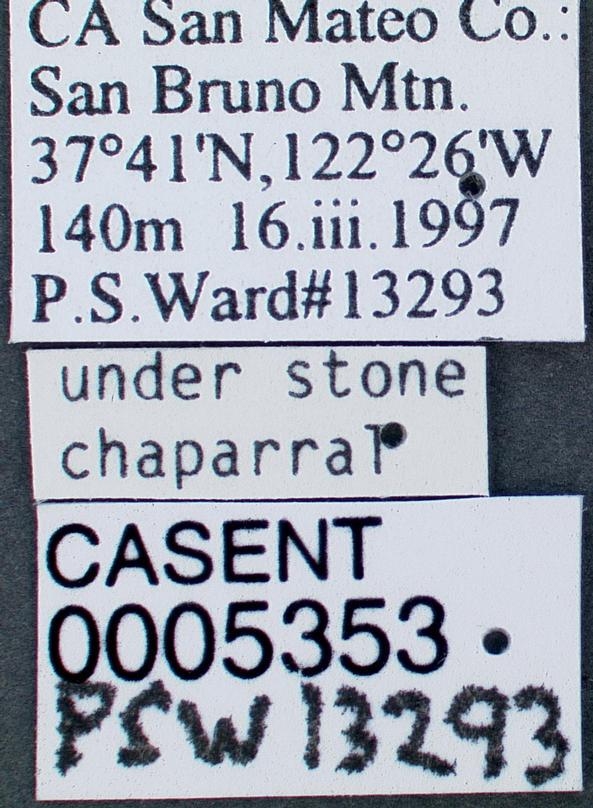
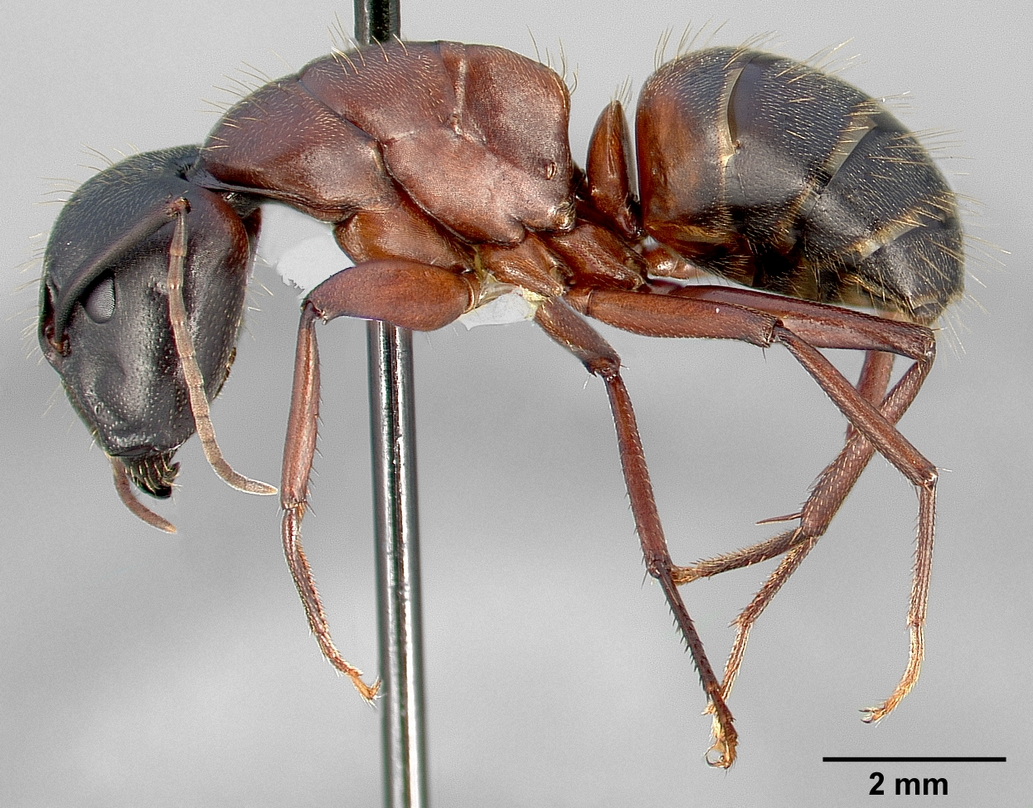
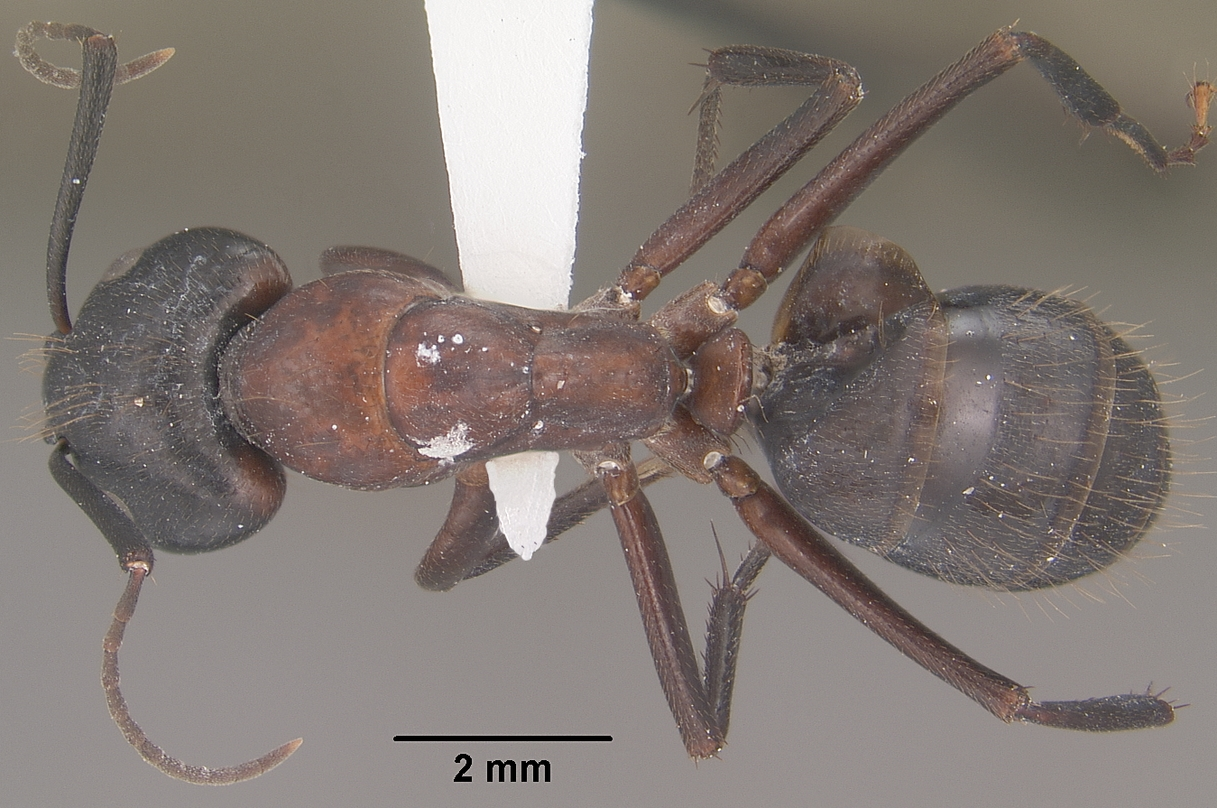
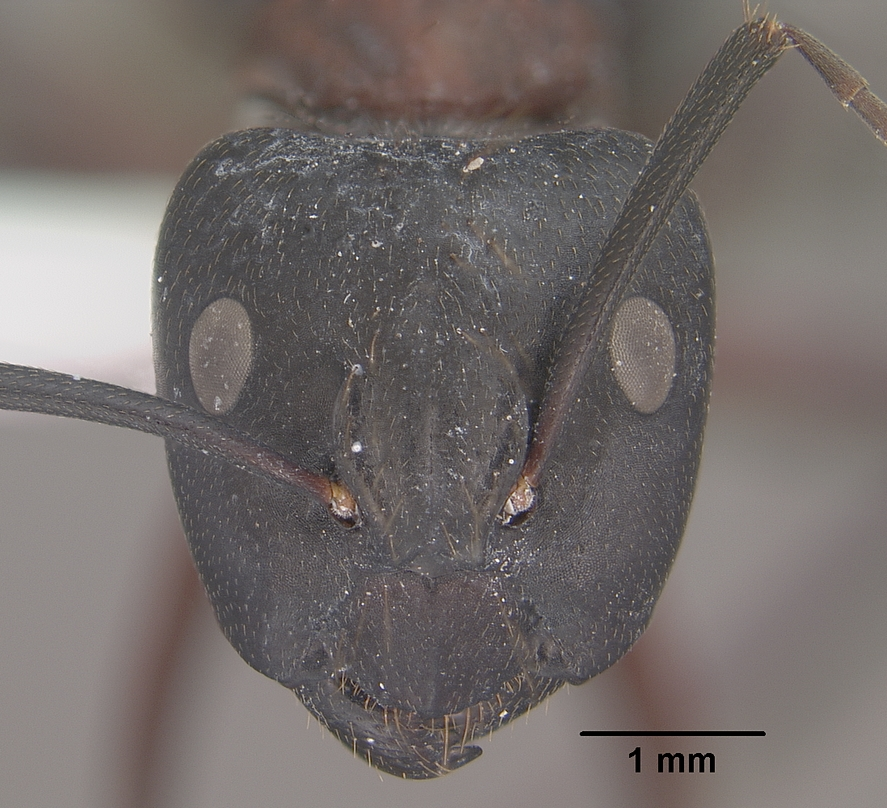